# Johann Wilhelm Meigen

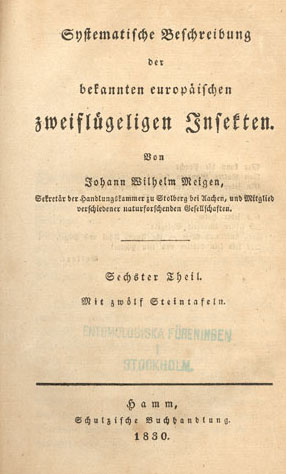
Titelblad van Systematische Beschreibung der bekannten Europäischen zweiflügeligen Insekten, Deel 6 (1830)

Johann Wilhelm Meigen (Solingen, 3 mei 1764 – Stolberg (Rijnland), 11 juli 1845) was een Duits entomoloog. Hij is vooral bekend vanwege zijn taxonomisch werk aan de tweevleugeligen (Diptera). Hij gaf rond de 3.500 taxa een wetenschappelijke naam. Daaronder de bananenvlieg (Drosophila melanogaster) die in genetisch onderzoek veel gebruikt wordt.

## Biografie
Meigen werd geboren als vijfde van acht kinderen. Zijn ouders hadden een bescheiden winkel in Solingen. Hij ging slechts tot zijn tiende naar school en werd verder onderricht door familieleden en een privéleraar bij wie hij onder meer Frans leerde. Hij interesseerde zich al jong aan de natuur en begon met het verzamelen van vlinders rond zijn tiende.
In 1784 werd hij leerjongen bij een handelaar in Aken. In 1786 werd hij organist en leraar Frans in Solingen en in 1793 leraar in Burtscheid. In 1796 ging hij naar Stolberg, waar hij tot aan zijn dood organist en privéleraar was. Tijdens de Franse bezetting (1798–1814) was hij een tijdlang secretaris van de handelskamer van Stolberg en maakte hij voor de Franse regering kaarten van bezet gebied.
Meigen had slechts een karig inkomen en had het moeilijk om zijn groot gezin te onderhouden. Toch vond hij nog de tijd voor uitgebreide botanische en entomologische studies. Hij kreeg een eerste opleiding in entomologie tijdens zijn verblijf in Aken, door zijn neef Johann Matthias Baumhauer die een grote insectenverzameling had. Meigen kocht enkele entomologische werken en leerde de soorten te determineren. Hij had een scherp observatievermogen en kwam onder de aandacht van andere bekende entomologen.
In 1798 begon hij met het publiceren van botanische en entomologische werken. Het belangrijkste daarvan is het zevendelige Systematische Beschreibung der bekannten Europäischen zweiflügeligen Insekten (1818-38), met 74 platen die hij zelf maakte met behulp van een vergrootglas en een microscoop met 20-voudige vergroting. Daarin beschreef hij rond de 3.500 soorten. Dat werk maakte van hem de grootste dipteroloog van zijn tijd.
In 1823 reisde hij op uitnodiging van professor Christian Rudolph Wilhelm Wiedemann via Hamburg naar Kopenhagen en Lund, om de verzameling van Johann Christian Fabricius te bestuderen.
In zijn laatste levensjaren kreeg Meigen verschillende ongevallen en was hij vaak ziek. Hij zag zich verplicht delen van zijn verzameling en zijn bibliotheek te verkopen. In 1839 verkocht hij zijn verzameling Diptera samen met 305 platen met ingekleurde tekeningen van Diptera aan het Muséum national d'histoire naturelle van Parijs via Justin Pierre Marie Macquart.
Kort voor zijn dood, op 3 mei 1845, kreeg hij nog een eredoctoraat van de Rheinische Friedrich-Wilhelms-Universiteit in Bonn voor zijn werk over tweevleugeligen.